# ویکتوریا (فیلم)
ویکتوریا (فرانسوی: Victoria‎) یک فیلم عاشقانه کمدی-درام به کارگردانی ژوستین تریه است که در سال ۲۰۱۶ منتشر شد. این فیلم در بخش هفته بین‌المللی منتقدان در جشنواره فیلم کن ۲۰۱۶ اکران شد و ویرژینی افیرا در هفتمین دورهٔ جایزه ماگریت برندهٔ جایزهٔ بهترین بازیگر زن شد.

## بازیگران
- ویرژینی افیرا
- ونسان لاکوست
- ملویل پوپو
- لوری کالامی
- آرتور هراری
- کلر بورژه